# Ilenia Matonti
Ilenia Elisabetta Matonti (Salerno, 25 ottobre 2004) è una taekwondoka italiana.
Dopo anni di ginnastica ritmica, all'età di 13 anni decide di iniziare a praticare il Taekwondo nella categoria -49 kg, riuscendo a conquistare la medaglia d'oro già alla prima competizione affrontata, l'Open Castelli Romani a Velletri nel 2018. In seguito arriva una medaglia di bronzo ai Campionati Europei di Bucarest nel 2023 e poi la conquista dell'accesso alla XXX Olimpiade di Parigi del 2024, ottenuta vincendo il torneo di qualifica continentale dello stesso anno a Sofia.
| Ilenia Matonti | Ilenia Matonti |
| -------------- | -------------- |
| Nazionalità    | Italia         |
| Altezza        | 168 cm         |
| Peso           | 49 kg          |
| Taekwondo      |                |